# Ditrysia
Ditrysia este o cladă de insecte din ordinul Lepidoptera care conține specii de fluturi și de molii. Denumirea provine de la faptul că femelele au două orificii sexuale: unul pentru împerechere, iar altul pentru depunerea ouălor (spre deosebire de Monotrysia). 
Aproximativ  98% din specii de lepidoptere descrise aparțin cladei Ditrysia. 

## Taxonomie
Clade principale și superfamilii:
- Simaethistoidea
- Tineoidea
- Gracillarioidea
- Yponomeutoidea
- Gelechioidea
- Apoditrysia
  - Galacticoidea
  - Zygaenoidea
  - Cossoidea
  - Sesioidea
  - Choreutoidea
  - Tortricoidea
  - Urodoidea
  - Schreckensteinioidea
  - Epermenioidea
  - Alucitoidea
  - Pterophoroidea
  - Obtectomera
    - Whalleyanoidea
    - Immoidea
    - Copromorphoidea
    - Hyblaeoidea
    - Pyraloidea
    - Thyridoidea
    - Macrolepidoptera
      - Mimallonoidea
      - Lasiocampoidea
      - Bombycoidea
      - Noctuoidea
      - Drepanoidea
      - Geometroidea
      - Axioidea
      - Calliduloidea
      - Rhopalocera
        - Hedyloidea
        - Hesperioidea
        - Papilionoidea